# Festival RTP da Canção Júnior 2007
O Festival RTP da Canção Júnior 2007 foi o segundo e último Festival RTP da Canção Júnior, que teve lugar no dia 5 de outubro de 2007 no Teatro Tivoli. Os apresentadores desta edição foram Merche Romero e Jorge Gabriel, acompanhados por Débora Amado e Luís Ganito.

## Festival
Em 2007, à semelhança do que aconteceu no ano anterior, a RTP voltou a abrir um concurso nacional para jovens cantores e o número de inscrições para esta edição do Festival da Canção Júnior superou o de 2006. Na verdade, a RTP recebeu um total de 100 canções, das quais 12 foram selecionadas internamente para a gala televisiva.
O concurso teve como principal objetivo, para além de escolher a canção representante de Portugal no Festival Eurovisão da Canção Júnior 2007, dar visibilidade a jovens talentos nas áreas da interpretação e da composição em Portugal. De facto, cada uma das 12 canções era da autoria do respetivo intérprete.
Para acompanhar e aconselhar os jovens intérpretes das 12 canções, a RTP convidou um conjunto de figuras ilustres para apadrinharem cada um dos concorrentes: Ana Brito e Cunha, Pedro Reis, Serenella Andrade, Rubim Fonseca, Mónica Sofia, João Baião, Ana Galvão, Patrícia Bull, Fernando Martins, Helena Coelho, Rui Drummond e Sabrina, respetivamente.
O Festival da Canção Júnior 07 teve lugar no Teatro Tivoli, em Lisboa, às 22h do dia 5 de outubro de 2007, tendo sido transmitido em direto pela RTP. A emissora convidou ainda os grupos de dança BCM e Gaiolin Roots para as atuações de intervalo, bem como Pedro Madeira, vencedor da edição de 2006, que interpretou uma nova versão da sua canção "Deixa-me sentir", acompanhado pelo Coro Juvenil Vox Laci.
A escolha da canção vencedora coube inteiramente à votação por telefone. Por fim, foram reveladas as 3 canções mais votadas e Jorge Leiria foi o grande vencedor desta edição, com a canção "Só quero é cantar", recebendo 15,40% dos votos. Assim, Jorge representou Portugal no Festival Eurovisão da Canção Júnior 2007, em Roterdão, nos Países Baixos, ficando em 16º lugar, com 15 pontos.
Em 2008, apesar do enorme interesse da RTP em participar na edição desse ano e da grande audiência que os certames anteriores tiveram, a RTP anunciou no dia 28 de maio a decisão de não participar no Festival Eurovisão da Canção Júnior 2008, justificando a sua desistência com os maus resultados de Portugal na competição e o custo económico da participação. Deste modo, esta 2ª edição do Festival RTP da Canção Júnior acabou por se tornar na última edição deste concurso.
Portugal só regressou ao certame júnior em 2017, motivado pela vitória de Salvador Sobral no Festival Eurovisão da Canção 2017, e criou um novo (e fugaz) concurso para escolher o representante português: o Juniores de Portugal.
| #   | Artista            | Canção                                | Música (m) / Letra (l)   | Pontuação | Classificação |
| --- | ------------------ | ------------------------------------- | ------------------------ | --------- | ------------- |
| 1º  | Angelae Nunes      | "Ao ritmo do som"                     | Angelae Nunes (m & l)    | —         | —             |
| 2º  | Marta Ferreira     | "Por ti, aqui (outra vez)"            | Marta Ferreira (m & l)   | —         | —             |
| 3º  | Joana Nascimento   | "Quero acreditar (sentir o teu amor)" | Joana Nascimento (m & l) | 13,95%    | 2º            |
| 4º  | Daniela Silva      | "Canção inquieta"                     | Daniela Silva (m & l)    | —         | —             |
| 5º  | Sérgio Daniel      | "Praia do sentir"                     | Sérgio Daniel (m & l)    | —         | —             |
| 6º  | Jorge Leiria       | "Só quero é cantar"                   | Jorge Leiria (m & l)     | 15,40%    | 1º            |
| 7º  | Bernardo Portela   | "Toda a noite a pensar em ti"         | Bernardo Portela (m & l) | —         | —             |
| 8º  | Ricardo Figueiredo | "Mas para quê chorar"                 | Ricardo Ferreira (m & l) | —         | —             |
| 9º  | Gustavo Silva      | "My world (meu mundo)"                | Gustavo Silva (m & l)    | —         | —             |
| 10º | Filipa Sousa Luz   | "Minha mãe Terra"                     | Filipa Sousa Luz (m & l) | 12,82%    | 3º            |
| 11º | Joana Coelho       | "Esta força da natureza"              | Joana Coelho (m & l)     | —         | —             |
| 12º | Fátima e Rita      | "Estado de ilusão"                    | Maria Fernandes (m & l)  | —         | —             |